# Teeswater River
Teeswater River är ett vattendrag i Kanada.   Det ligger i provinsen Ontario, i den sydöstra delen av landet, 500 km väster om huvudstaden Ottawa.
Omgivningarna runt Teeswater River är en mosaik av jordbruksmark och naturlig växtlighet. Runt Teeswater River är det glesbefolkat, med 11 invånare per kvadratkilometer.